# Hornerovo schéma
V numerické matematice je Hornerovo schéma (také Hornerův algoritmus či Hornerova metoda) název algoritmu pro efektivní vyhodnocování polynomů. Byl pojmenován po britském matematikovi Williamu Georgi Hornerovi.

## Historie
Ačkoli byl algoritmus pojmenován po Williamu Georgi Hornerovi, který ho poprvé popsal v roce 1819, byl znám již Isaacu Newtonovi (1669) a dokonce již ve 13. století čínskému matematikovi Čchin Ťiou-šaovi.

## Popis algoritmu
Nechť je dán polynom
{\displaystyle p(x)=a_{0}+a_{1}x+a_{2}x^{2}+a_{3}x^{3}+\cdots +a_{n}x^{n},}
kde {\displaystyle a_{0},\ldots ,a_{n}} jsou reálná čísla.
Cílem je zjistit hodnotu tohoto polynomu pro jednu konkrétní hodnotu {\displaystyle x\,\!}, kterou označíme {\displaystyle x_{0}\,\!}.
Klíčovým bodem k pochopení toho, jak Hornerovo schéma funguje, je nahlédnutí platnosti následující rovnosti
{\displaystyle p(x)=a_{0}+x(a_{1}+x(a_{2}+\cdots +x(a_{n-1}+a_{n}x)))}
Že tato rovnost platí, je snadno vidět postupným roznásobením všech závorek.
Chceme-li nyní určit hodnotu {\displaystyle p(x_{0})}, budeme ji počítat postupně „od vnitřku“ závorek. Tj. postupně vypočteme hodnoty následujících {\displaystyle b_{i}}
|                             |                         |                                        |
| {\displaystyle b_{n}\,\!}   | {\displaystyle :=\,\!}  | {\displaystyle a_{n}\,\!}              |
| {\displaystyle b_{n-1}\,\!} | {\displaystyle :=\,\!}  | {\displaystyle a_{n-1}+b_{n}x_{0}\,\!} |
|                             | {\displaystyle \vdots } |                                        |
| {\displaystyle b_{0}\,\!}   | {\displaystyle :=\,\!}  | {\displaystyle a_{0}+b_{1}x_{0}\,\!}   |
Pak {\displaystyle b_{0}\,\!} je přesně hodnota {\displaystyle p(x_{0})\,\!}, neboť
{\displaystyle p(x)=a_{0}+x(a_{1}+x(a_{2}+\cdots x(a_{n-1}+a_{n}x)\dots ))}
a postupným dosazováním {\displaystyle b_{i}} dostaneme
|                              |                         |                                                                                        |
| {\displaystyle p(x_{0})\,\!} | {\displaystyle =\,\!}   | {\displaystyle a_{0}+x_{0}(a_{1}+x_{0}(a_{2}+\cdots x_{0}(a_{n-1}+b_{n}x_{0})\dots ))} |
|                              | {\displaystyle =\,\!}   | {\displaystyle a_{0}+x_{0}(a_{1}+x_{0}(a_{2}+\cdots x_{0}(b_{n-1})\dots ))}            |
|                              | {\displaystyle \vdots } |                                                                                        |
|                              | {\displaystyle =\,\!}   | {\displaystyle a_{0}+x_{0}(b_{1})\,\!}                                                 |
|                              | {\displaystyle =\,\!}   | {\displaystyle b_{0}\,\!}                                                              |

## Příklady

### Příklad 1
Vyhodnoťte {\displaystyle f_{1}(x)=2x^{3}-6x^{2}+2x-1\,} v bodě {\displaystyle x=3\;}.
Opakovaným vytknutím {\displaystyle x}, může být {\displaystyle f_{1}} zapsáno jako {\displaystyle x(x(2x-6)+2)-1\;}. Pro větší přehlednost užijeme k zápisu průběhu výpočtu tzv. syntetický diagram.
```
 

  

    

      

        

          
x

          

            
0

          

        

      

    

    
{\displaystyle x_{0}}

  

|   

  

    

      

        

          
x

          

            
3

          

        

      

    

    
{\displaystyle x^{3}}

  

    

  

    

      

        

          
x

          

            
2

          

        

      

    

    
{\displaystyle x^{2}}

  

     

  

    

      

        

          
x

          

            
1

          

        

      

    

    
{\displaystyle x^{1}}

  

   

  

    

      

        

          
x

          

            
0

          

        

      

    

    
{\displaystyle x^{0}}

  

 
---|----------------------
 3 |   2    -6     2    -1
   |         6     0     6    
   |----------------------
       2     0     2     5
```

Čísla ve třetím řádku jsou součty čísel v prvních dvou. Každé číslo ve druhém řádku je součinem hodnoty {\displaystyle x}, v níž polynom vyhodnocujeme (v tomto příkladě tedy 3) s číslem ve třetím řádku o jeden sloupec více vlevo. Čísla v prvním řádku jsou koeficienty vyhodnocovaného polynomu. Výsledek vyhodnocování je vpravo dole – v našem případě tedy 5.
Důsledkem věty o dělení polynomu polynomem je, že zbytek po vydělení f1 polynomem (x-3) je 5 a výsledkem tohoto dělení je polynom stupně 2 s koeficienty danými zbylými třemi čísly ve třetím řádku. Díky tomuto pozorování lze Hornerovo schéma použít i jako efektivní algoritmus k dělení polynomů.

### Příklad 2
Vydělte {\displaystyle x^{3}-6x^{2}+11x-6\,} polynomem {\displaystyle x-2}:
Použijeme syntetický diagram z příkladu 1:
```
 2 |   1    -6    11    -6
   |         2    -8     6    
   |----------------------
       1    -4     3     0
```

Výsledek je tedy {\displaystyle x^{2}-4x+3}.

### Příklad 3
Nechť {\displaystyle f_{1}(x)=4x^{4}-6x^{3}+3x-5\,} a {\displaystyle f_{2}(x)=2x-1\,}. Vydělte polynom {\displaystyle f_{1}(x)\,} polynomem {\displaystyle f_{2}\,(x)} užitím Hornerova schématu.
```
  2 |  4    -6    0    3   |   -5
---------------------------|------
  1 |        2   -2   -1   |    1
    |                      |  
    |----------------------|-------
       2    -2    -1   1   |   -4    
```

Třetí řádka je součtem prvních dvou vydělená dvěma. Každé číslo ve druhé řádce je součinem čísla 1 s číslem ve třetí řádce o jeden sloupeček více vlevo.
Výsledek tedy je:
{\displaystyle {\frac {f_{1}(x)}{f_{2}(x)}}=2x^{3}-2x^{2}-x+1-{\frac {4}{2x-1}}.}

## Aplikace
Hornerovo schéma se často používá k převádění čísel mezi jednotlivými číselnými soustavami. V tomto případě se za x volí základ první číselné soustavy a koeficienty ai reprezentují jednotlivé číslice zápisu daného čísla v této soustavě. Vyhodnocením vzniklého polynomu dosazením základu první číselné soustavy za x dostaneme hodnotu daného čísla v té soustavě, v níž provádíme výpočet.
Hornerovo schéma lze užít i je-li x matice. V tom případě je rozdíl efektivity Hornerova schématu v porovnání s běžnou metodou výpočtu ještě výraznější než pro x číslo.

## Efektivita
Vyhodnocování polynomu stupně n klasickou metodou (prosté dosazení za x a vyhodnocování jednotlivých členů samostatně) vyžaduje provedení nejvýše n sečtení a (n2 + n)/2 vynásobení. Budeme-li vyhodnocovat mocniny x iterační metodou všechny najednou, dostaneme se na n sečtení a 2n + 1 vynásobení. Paměťový prostor potřebný pro vyhodnocení polynomu stupně n v bodě x majícím b bitů je přibližně 2nb (délka prostoru v němž je uložen postupně vyčíslovaný polynom se s blížícím se koncem výpočtu blíží k nb (což je přibližně délka xn) a další délka nb je nutná na ukládání postupných iterací xi).
Naproti tomu Hornerovo schéma potřebuje pouze n násobení a n sčítání a paměťový prostor pouhých nb bitů.

### Optimalita
Alexander Ostrowski dokázal v roce 1954, že neexistuje algoritmus na vyhodnocování polynomů, který by používal méně než n sčítání. Totéž o násobení ukázal v roce 1966 Victor Pan. Tedy Hornerovo schéma je optimální existující algoritmus na vyhodnocování polynomů v reálných číslech.
Je-li x považováno za matici, pak již Hornerovo schéma není optimální.
Rovněž připustíme-li nějaké „předzpracování“ polynomu ještě před samotným výpočtem (což má smysl jen tehdy, vyhodnocuje-li se stejný polynom mnohokrát), je možné získat algoritmy efektivnější než je Hornerovo schéma. Nejlepší známý takový algoritmus pracuje s n sčítáními a pouhými {\displaystyle {\scriptstyle {\left\lfloor {\frac {n}{2}}\right\rfloor +2}}} násobeními.